# Диск Ейлера

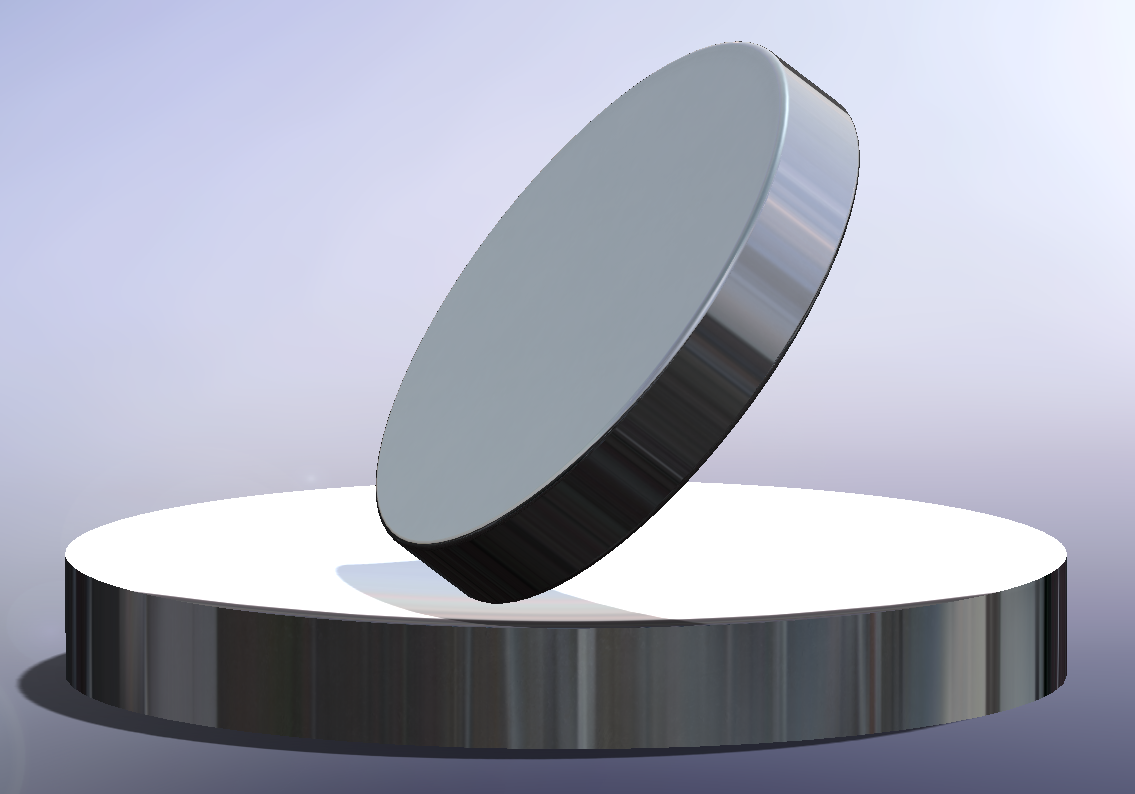
Комп'ютерний рендеринг диска Ейлера на трохи зігнутій основі

Диск Ейлера — наукова навчальна іграшка, яку використовують для ілюстрування та вивчення динамічної системи обертового диска на плоскій поверхні (наприклад, обертова монета), також була предметом низки наукових робіт. Популярність іграшка отримала, зокрема, через різке прискорення обертання, коли диск втрачає енергію і наближається до стану спокою. Цей феномен названо на честь Леонарда Ейлера, який вивчав його у XVIII столітті.

## Фізика процесу
Обертовий диск врешті решт зупиняється, і робить це він досить різко. Заключна стадія руху супроводжується дзижчанням, частота якого швидко зростає. Під час обертання диска точка контакту описує коло, яке коливається з постійною кутовою швидкістю {\displaystyle \omega }. Якщо рух не дисипативний (без тертя), {\displaystyle \omega } є постійним, і рух зберігається назавжди; це суперечить спостереженням, оскільки {\displaystyle \omega } не є постійним у реальних ситуаціях. Фактично, швидкість прецесії осі симетрії наближається до кінцевого значення, модельованого степеневим законом з показником приблизно −1/3 (залежно від конкретних умов).
Є два помітних дисипативних ефекти − тертя кочення, коли монета ковзає по поверхні, і опір повітря. Експерименти показують, що тертя кочення переважно відповідає за дисипацію і швидкість прецесії − експерименти у вакуумі показують, що відсутність повітря мало впливає на швидкість прецесії, і що вона систематично залежить від коефіцієнта тертя. У границі малого кута (тобто безпосередньо перед моментом зупинки обертання диска) переважним фактором є аеродинамічний опір (зокрема, в'язка дисипація), але до цієї кінцевої стадії домінівним ефектом є тертя кочення.